# Hollós Ferenc Tibor
Hollós Ferenc Tibor (Szécsény, 1906. február 1. – Erlangen, 1954. május 25.) magyar származású német pap, jogász, egyetemi tanár, politológus. A würzburgi Julius-Maximilians Egyetem professzora volt.

## Életpályája
1917–1925 között Baján, Egerben, Esztergomban és Waitzenben járt gimnáziumba. 1925-től katolikus teológiát és jogot tanult a Castro Jászo (magyarországi) (vagy Kassa) vallási iskolában és (1929-től a Német Egyetemen) Prágában. 1917-ben (vagy 1925-ben) csatlakozott a premontrei kanonokrendhez (Jászóváron, Kassa közelében). 1930-ban záróvizsgát tett, illetve pappá szentelték. Káplán lett Tepl, a Strakov és az Jihlava kolostor plébániáin. 1938-tól 1945-ig Holedeč és Stankowitz kolostorainak plébánosa volt. 1942-ben letette a plébánosi minősítési vizsgát.
1943-ban kezdte meg jogi tanulmányait a prágai Német Egyetemen; majd a háború utáni kiutasítása után az Erlangeni Egyetemen folytatta, ahol 1946-ban jogi doktorátust szerzett Die Rechtsverhältnisse der Strahover Grundherrschaft zu Anfang des 15. Jahrhunderts című disszertációjával. Tolmácsként is dolgozott, és 1942-ben Berlinben letette a tárgyalási tolmács és fordítói vizsgát. 1947-ben az alkotmányos, közigazgatási és nemzetközi jog ideiglenes helyettese lett az Erlangeni Egyetemen. 1947-ben habilitált. Ezzel egyidejűleg 1946-tól a würzburgi Julius-Maximilians Egyetem tanszékének igazgatója volt.
1948-ban a nemzetközi jog, a kánonjog, a nemzetközi magánjog, a jogfilozófia és a jogi enciklopédia professzora lett. Akadémiai hallgatói között volt Konrad Stangl. A föderalizmus, a szupranacionális jog és a nemzetközi közlekedés közigazgatási jogi intézetének (később: a Nemzetközi Jog és Nemzetközi Kapcsolatok Intézete) vezetője volt Würzburgban, utódja Friedrich August Freiherr von der Heydte lett. 1948–1950 között a würzburgi egyetem jogi karának dékánja volt.
A Sankt Goarshausen közelében fekvő Tepl, Strakov és Schönau kolostorok premontrei rendjének kanonokja volt.
1954-ben egy műtét után meghalt.

## Művei
- A stráhovi uradalom jogviszonyai a 15. század elején (1946)
- A Római Pontiff Szenátusa (1947)
- Államegyházi törvény (1948)
- A katolikus egyház jelenlegi jogi helyzete Németországban a Reich Concordat és az Állami Concordates alapján (1948)
- Németország jelenlegi helyzetének vitájáról (1950)
- Az államok alapvető jogai és kötelezettségei, különös tekintettel a nemzetek otthonhoz való jogára (1952)

## Fordítás
- Ez a szócikk részben vagy egészben  a   Franz Tibor Hollós című német Wikipédia-szócikk ezen változatának fordításán alapul.  Az eredeti cikk szerkesztőit annak laptörténete sorolja fel. Ez a jelzés csupán a megfogalmazás eredetét és a szerzői jogokat jelzi, nem szolgál a cikkben szereplő információk forrásmegjelöléseként.